# (7177) 1990 TF
(7177) 1990 TF (1990 TF, 1968 QS) — астероїд головного поясу, відкритий 9 жовтня 1990 року.
Тіссеранів параметр щодо Юпітера — 3,311.